# Takuma Arano
Takuma Arano (jap. 荒野拓馬 Arano Takuma; ur. 20 kwietnia 1993 w Sapporo) – japoński piłkarz występujący na pozycji pomocnika, zawodnik Hokkaido Consadole Sapporo.

## Życiorys

### Kariera klubowa
Od 2010 roku jest zawodnikiem w japońskim klubie Hokkaido Consadole Sapporo.

## Sukcesy

### Klubowe
Hokkaido Consadole Sapporo
- Zwycięzca J2 League: 2016
- Zdobywca drugiego miejsca Pucharu Ligi Japońskiej: 2019